# Бурунди на Светском првенству у атлетици на отвореном 2013.
Бурунди је учествовао на Светском првенству у атлетици на отвореном 2013. одржаном у Москви од 10. до 18. августа четрнаести пут, односно учествовао је на свим првенствима до данас. Репрезентацију Бурундија представљао је један такмичар који се такмичио у трци на 800 метара.,
На овом првенству Бурунди није освојио ниједну медаљу, али је 	Antoine Gakeme остварио лични рекорд.

## Учесници

### Мушкарци
- Antoine Gakeme — 800 м

## Резултати

### Мушкарци
| Атлетичар      | Дисциплина | Лични рекорд | Група          | Група     | Полуфинале | Полуфинале | Финале               | Финале       | Детаљи                                     |
| Атлетичар      | Дисциплина | Лични рекорд | Резултат       | Место     | Резултат   | Место      | Резултат             | Место        | Детаљи                                     |
| -------------- | ---------- | ------------ | -------------- | --------- | ---------- | ---------- | -------------------- | ------------ | ------------------------------------------ |
| Antoine Gakeme | 800 м      |              | 1:46,70 кв, ЛР | 5. у гр 5 | 1:45,39 ЛР | 5. у гр 1  | Није се квалификовао | 10 / 47 (49) | Архивирано на веб-сајту (22. октобар 2013) |